# ジム・ヨン・キム
ジム・ヨン・キム（英語: Jim Yong Kim、1959年12月8日 - ）は、韓国系アメリカ人の医学者、ダートマス大学前学長。第12代世界銀行グループ総裁を務めた。エイズや結核の治療に積極的に取り組んでいる公衆衛生の専門家で、途上国のエイズ対策にも尽力してきたとされる。韓国名は金墉（きん よう、キム・ヨン、朝鮮語: 김용）。

## 経歴
5歳の頃、アメリカ合衆国アイオワ州に移住。マスカティーン高校では、学級委員長、フットボールチームのクォーターバック、バスケットボールチームのポイントガードとして活躍、首席で卒業する。最初にアイオワ大学に進んだが、すぐにアイビーリーグの一校であるロードアイランド州のブラウン大学に編入、同大を1982年に卒業する。その後、ハーバード大学の医学大学院（メディカルスクール）にて医学を修めM.D.を1991年に取得。同時期に人類学部にも在籍し、1993年に人類学の博士号（Ph.D.）を取得した。
2012年、ナイジェリアのンゴジ・オコンジョ・イウェアラ財相、コロンビア出身のホセ・アントニオ・オカンポ元財相などと共に、世界銀行グループ総裁の候補に名が挙がった。2012年4月16日に開催された世界銀行理事会において、新興国・途上国が主に推すイウェアラを破り、次期（第12代）総裁に選出された。キムの選出により、これまでの「世銀総裁は最大出資者であるアメリカ国民から選ぶ」という慣例は守られたことになる。2012年6月末に、退任するロバート・ゼーリック前総裁の後任として正式に就任した。これまでにも世界保健機関（WHO）のエイズ局長を務めるなど公職の経験はあるが、これまでは政界や金融界の有力者が就いてきた世銀総裁のポストに医学者が就くのは異例のことである。2013年プリンス・マヒドール賞受賞。
2019年1月7日に任期を3年以上残して辞任を表明し、2月1日に退任した。辞任の理由は明らかにされていないが、自身の突然の辞任を「予想できなかったこと」としており、外部からの圧力などの憶測を呼ぶ結果となった。
2021年に世界銀行は、キムが総裁時に発行したビジネス環境を評価する国別ランキングの報告書をめぐり、中国の意向を受けたキム総裁などが分析の担当者に圧力をかけ、中国の順位を本来よりも不正に引き上げていたとする調査結果を公表した。